# Bedfordshire
Bedfordshire /ˈbɛdfədʃə/ es uno de los cuarenta y siete condados de Inglaterra, Reino Unido, con capital en Bedford. Ubicado en la región Este limita al norte con Northamptonshire, al este con Cambridgeshire, al sur con Hertfordshire y al oeste con Buckinghamshire. Su lema es Constant Be («Ser constante»). 
El primer registro escrito del uso de este nombre data de 1011, donde aparece como Bedanfordscir («cruce de río»). 
Aunque no es un destino principal, el condado conecta con la mayoría de las principales rutas de transporte que enlazan con Londres, las Midlands y el norte de Inglaterra. Desde el Aeropuerto de Londres-Luton, operado por compañías aéreas de bajo coste, se puede volar a destinos del norte de África, Europa y del propio Reino Unido.

## Geografía y geología
El extremo meridional del condado forma parte de la cordillera conocida como Chiltern Hills. El resto pertenece a la amplía cuenca del río Gran Ouse y de sus afluentes.
La mayoría de las piedras que se encuentran en Bedfordshire son arenisca y arcilla de los periodos Jurásico y Cretáceo, con algo de piedra caliza. La arcilla local se utiliza para la fabricación de ladrillos. La erosión glacial de la tiza ha dejado nódulos de piedra pedernal que ha permanecido depositada como grava. Antiguamente, estos depósitos se explotaron para su posterior comercialización.
El punto más alto de Bedfordshire está situado en Chiltern Hills y tiene una altura de 243 metros sobre el nivel del mar.

## Principales ciudades
Además de la capital, Bedford, hay que destacar las siguientes ciudades:
- Biggleswade
- Dunstable
- Eversholt
- Kempston
- Luton

## Puntos de interés
- La mansión de Luton Hoo
- La abadía de Woburn
- El zoológico de Whipsnade